# Женская сборная Республики Корея по баскетболу 3×3
Женская сборная Республики Корея по баскетболу 3×3 представляет Республику Корея на международных соревнованиях по баскетболу 3×3. Управляющим органом является Корейская баскетбольная ассоциация.
По состоянию на 1 сентября 2024, женская сборная Республики Корея по баскетболу 3×3 занимает 85-е место в мировом рейтинге ФИБА женских сборных по баскетболу 3×3.

## Результаты выступлений
| Турнир         | Золото | Серебро | Бронза | Всего |
| -------------- | ------ | ------- | ------ | ----- |
| Азиатские игры | —      | —       | —      | —     |
| Итого          | —      | —       | —      | —     |

### Азиатские игры
| Год           | Место | Игры | Победы | Поражения | Состав команды                                        |
| ------------- | ----- | ---- | ------ | --------- | ----------------------------------------------------- |
| Джакарта 2018 | 5     | 4    | 3      | 1         | Kim Jin-hee, Choi Gyu-hee, Park Ji-eun, Kim Jin-yeong |
| Ханчжоу 2022  | 5     | 4    | 3      | 1         | Lim Kyuri, Jung Yerim, Park Seongjin, Lee Dayeon      |